# 5024 Bechmann
5024 Bechmann (1985 VP) là một tiểu hành tinh nằm phía ngoài của vành đai chính được phát hiện ngày 14 tháng 11 năm 1985 bởi P. Jensen ở Brorfelde.